# Kapitalet (poddradio)
Kapitalet är en svensk ekonomipodd med journalisterna Jacob Bursell och Gunnar Harrius. Podden publiceras av Monopol Media. 
Det första avsnittet publicerades 2017. Nya avsnitt sänds huvudsakligen på måndagar.

## Externa källor
- Officiell webbplats